# Hédi Seoudi
Hédi Seoudi (Tunisz, 1932. november 25. – 2022. augusztus 28.) tunéziai nemzetközi labdarúgó-játékvezető.

## Pályafutása

### Nemzeti játékvezetés
A küldési gyakorlat szerint rendszeres partbírói tevékenységet is végzett. Az I. Liga játékvezetőjeként 1978-ban vonult vissza.

### Nemzetközi játékvezetés
A Tunéziai labdarúgó-szövetség Játékvezető Bizottsága (JB) terjesztette fel nemzetközi játékvezetőnek, a Nemzetközi Labdarúgó-szövetség (FIFA) 1966-tól tartotta nyilván bírói keretében. A FIFA JB központi nyelvei közül a franciát beszéli. Több nemzetek közötti válogatott és klubmérkőzést vezetett, vagy működő társának partbíróként segített. Az aktív nemzetközi játékvezetéstől 1978-ban búcsúzott.

#### Labdarúgó-világbajnokság
A világbajnoki döntőkhöz vezető úton Nyugat-Németországba a X., az 1974-es labdarúgó-világbajnokságra, valamint Argentínába a XI., az 1978-as labdarúgó-világbajnokságra  a FIFA JB partbíróként foglalkoztatta. Selejtező mérkőzéseket az UEFA zónában vezetett. 1974-ben kettő csoportmérkőzésen 2. számú besorolást kapott. A Hollandia – Skócia mérkőzésen Palotai Károly volt az első számú partbíró. Partbírói mérkőzéseinek száma világbajnokságon:  2.

##### 1974-es labdarúgó-világbajnokság

###### Selejtező mérkőzés
| Időpont           | Helyszín               | Mérkőzés típusa           | Mérkőzés              | Eredmény |
| ----------------- | ---------------------- | ------------------------- | --------------------- | -------- |
| 1973. március 31. | Városi Stadion, Genova | előselejtező (2. csoport) | Olaszország–Luxemburg | 5 – 0    |

##### 1978-as labdarúgó-világbajnokság

###### Selejtező mérkőzés
| Időpont           | Helyszín                   | Mérkőzés típusa           | Mérkőzés       | Eredmény |
| ----------------- | -------------------------- | ------------------------- | -------------- | -------- |
| 1976. december 6. | Központi Stadion, Valletta | előselejtező (3. csoport) | Málta–Ausztria | 0 – 1    |

###### Világbajnoki mérkőzés
| Időpont          | Helyszín                              | Mérkőzés típusa              | Mérkőzés            | Játékvezető    | Eredmény | Nézők száma |
| ---------------- | ------------------------------------- | ---------------------------- | ------------------- | -------------- | -------- | ----------- |
| 1978. június 7.  | José Amalfitani Stadion, Buenos Aires | csoportmérkőzés (C. csoport) | Ausztria–Svédország | Charles Corver | 1 : 0    | 46 000      |
| 1978. június 11. | Mendoza Stadion, Mendoza              | csoportmérkőzés (4. csoport) | Hollandia–Skócia    | Erich Linemayr | 2 : 3    | 40 000      |

#### Afrikai nemzetek kupája
Etiópia rendezte a 10., az 1976-os afrikai nemzetek kupája labdarúgó tornát, ahol a CAF JB bíróként foglalkoztatta.

##### 1976-os afrikai nemzetek kupája

###### Afrikai Nemzetek Kupája mérkőzés
| Időpont          | Helyszín                       | Mérkőzés típusa              | Mérkőzés        | Eredmény |
| ---------------- | ------------------------------ | ---------------------------- | --------------- | -------- |
| 1976. március 1. | Városi Stadion, Dire Dawa      | csoportmérkőzés (B. csoport) | Nigéria–Zaire   | 4 – 2    |
| 1976. március 9. | Központi Stadion, Addisz-Abeba | döntő csoport                | Guinea–Nigériag | 1 – 1    |

#### Gulf Nemzetek Kupája
Katarban rendezték a 4. Gulf Nemzetek Kupáját, ahol a AFC JB hivatalnokként alkalmazta.
| Időpont           | Helyszín               | Mérkőzés típusa   | Mérkőzés          | Eredmény |
| ----------------- | ---------------------- | ----------------- | ----------------- | -------- |
| 1976. március 29. | Olimpiai Stadion, Doha | csoportmérkőzés   | Irak–Szaúd-Arábia | 7 – 1    |
| 1976. április 1.  | Olimpiai Stadion, Doha | csoportmérkőzés   | Katar–Irak        | 0 – 0    |
| 1976. április 3.  | Olimpiai Stadion, Doha | csoportmérkőzés   | Kuvait–Bahrein    | 5 – 2    |
| 1976. április 11. | Olimpiai Stadion, Doha | rájátszás (döntő) | Kuvait–Irak       | 4 – 2    |